# Ignazio Giunti
 Ignazio Giunti  va ser un pilot de curses automobilístiques italià que va arribar a disputar curses de Fórmula 1.
Va néixer el 30 d'agost del 1941 a Roma, Itàlia i va morir en un accident disputant una prova a Buenos Aires (Argentina) el 10 de gener del 1971.

## A la F1
Ignazio Giunti va debutar a la quarta cursa de la temporada 1970 (la 21a temporada de la història) del campionat del món de la Fórmula 1, disputant el 7 de juny del 1970 el GP de Bèlgica al circuit de Spa Francorchamps.
Va participar en un total de quatre curses puntuables pel campionat de la F1, disputades totes a la temporada 1970 aconseguint una quarta posició com a millor classificació en una cursa i assolí un total de tres punts pel campionat del món de pilots.

## Resultats a la Fórmula 1
| Any  | Equip            | Xassís  | Motor   | 1   | 2   | 3   | 4     | 5   | 6      | 7   | 8   | 9     | 10      | 11  | 12  | 13  | Posició | Punts |
| ---- | ---------------- | ------- | ------- | --- | --- | --- | ----- | --- | ------ | --- | --- | ----- | ------- | --- | --- | --- | ------- | ----- |
| 1970 | Scuderia Ferrari | Ferrari | Ferrari | SUD | ESP | MON | BEL 4 | HOL | FRA 14 | GBR | ALE | AUT 7 | ITA Ret | CAN | USA | MEX | 17è     | 3     |

### Resum
| Curses: | Victòries: | Pòdiums: | Poles: | Voltes ràpides: | Punts: |
| ------- | ---------- | -------- | ------ | --------------- | ------ |
| 4       | 0          | 0        | 0      | 0               | 3      |